# Iszfana repülőtér
Az Iszfana repülőtér (kirgiz nyelven: Исхак Раззаков Исфана аэропорту, orosz nyelven: Исфанинский аэропорт имени Исхака Раззакова, üzbég nyelven: Isfana Isxaq Razzaqov aeroporti) (ICAO: UAFI) Kirgizisztán egyik repülőtere, amely Razzaqov közelében található. 

## Futópályák
A repülőtér futópályái:
- 10/28